# Giovanni Cattai
Giovanni Cattai (Muggia, 1º gennaio 1945) è un ex calciatore italiano, di ruolo centrocampista.

## Carriera
Dopo l'esordio nella Muggesana, squadra del paese natale, approda al Milan nel 1960. Con la formazione rossonera completa tutta la trafila delle giovanili, non riuscendo ad esordire in prima squadra: nella stagione 1964-1965 è infatti in rosa, ma non gioca mai per non aver raggiunto l'accordo economico con l'allora d.g. Gipo Viani.
Passa quindi in prestito prima alla Sambenedettese, con cui colleziona 24 presenze e 3 reti nel campionato di Serie C 1965-1966, e poi al Taranto, sempre in Serie C. Nella sua esperienza sullo Ionio colleziona 3 presenze e nell'estate 1967 il Milan lo cede al Piacenza, dapprima in prestito e quindi definitivamente. Nella squadra, allenata prima da Sandro Puppo e poi da Leo Zavatti, si impone come titolare nel ruolo di mezzala al fianco di Paolo Pestrin, totalizzando 27 presenze e 3 reti nel campionato 1967-1968 concluso al secondo posto in terza serie.
Nella stagione successiva, con l'arrivo del nuovo allenatore Tino Molina, viene escluso dalla formazione titolare; in ottobre, dopo 3 presenze ed un gol, passa al Varese, in Serie A, in cambio di Giorgio Zoff. Esordisce in Serie A e con la maglia lombarda il 24 novembre 1968, nel pareggio per 1-1 sul campo del Palermo, e in quella stagione, culminata con la retrocessione in Serie B, Cattai viene impiegato in altre 6 occasioni.
Riconfermato per la stagione successiva, colleziona una presenza in Serie B prima di far ritorno in Serie C con le maglie di Venezia, Chioggia Sottomarina e di nuovo Venezia. Nel campionato 1973-1974 è alla Triestina, sempre in terza serie: scende in campo 8 volte (senza reti) nell'annata che vede i giuliani retrocedere in Serie D.